# 1917 (film, 2019)
1917 je válečný film z roku 2019 režírovaný Samem Mendesem. Hlavní role hrají George MacKay, Dean-Charles Chapman, Mark Strong, Andrew Scott, Richard Madden, Claire Duburcq, Colin Firth a Benedict Cumberbatch. Snímek sleduje příběh dvou mladých britských vojáků během první světové války, kteří mají za úkol doručit zprávu, která vyzvala k zastavení útoku odsouzenému k neúspěchu, brzy po německém ústupu do Hindenburgovy linie během operace Alberich v roce 1917. Natáčení probíhalo od dubna do června 2019 v Anglii a Skotsku.
Snímek měl celosvětovou premiéru ve Velké Británii dne 4. prosince 2019 a poté byl propuštěn do kin. Ve Spojených státech měl premiéru dne 25. prosince a ve Spojeném království dne 10. ledna 2020. V České republice byla premiéra stanovena na 27. února 2020.
Film získal nominace na Oscara, včetně kategorií nejlepší film, nejlepší režie a nejlepší původní scénář. Film získal cenu Zlatý glóbus v kategoriích nejlepší film – drama a nejlepší režie a získal devět nominací na Filmovou cenu Britské akademie.

## Obsazení
- George MacKay jako svobodník William Schofield
- Dean-Charles Chapman jako svobodník Tom Blake
- Mark Strong jako Kapitán Smith
- Andrew Scott jako poručík Leslie
- Richard Madden jako poručík Joseph Blake
- Claire Duburcq jako Lauri
- Colin Firth jako generál Erinmore
- Benedict Cumberbatch jako plukovník Mackenzie
- Daniel Mays jako Seržant Sanders
- Adrian Scarborough jako Major Hepburn
- Jamie Parker jako poručík Richards
- Michael Jibson jako poručík Hutton
- Richard McCabe jako plukovník Collins
- Chris Walley jako vojín Bullen
- Nabhaan Rizwan jako Sepoy
- Michael Cornelius jako vojín Cornelius
- Daniel McMillon jako Marksman

## Přijetí

### Tržby
Film vydělal 81,6 milionů dolarů v Severní Americe a 61,6 milionů dolarů v ostatních oblastech, celkově tak vydělal 143,5 milionů dolarů po celém světě.

### Ocenění a nominace
| Ocenění                                       | Kategorie                                   | Nominovaný                                                                            | Result    |
| --------------------------------------------- | ------------------------------------------- | ------------------------------------------------------------------------------------- | --------- |
| AACTA Awards                                  | nejlepší mezinárodní režisér                | Sam Mendes                                                                            | nominace  |
| AARP's Movies for Grownups Awards             | nejlepší režisér                            | Sam Mendes                                                                            | nominace  |
| Oscar                                         | nejlepší film                               | Sam Mendes, Pippa Harris, Jayne-Ann Tenggren a Callum McDougal                        | nominace  |
| Oscar                                         | nejlepší režisér                            | Sam Mendes                                                                            | nominace  |
| Oscar                                         | nejlepší původní scénář                     | Sam Mendes a Krysty Wilson-Cairns                                                     | nominace  |
| Oscar                                         | nejlepší skladatel                          | Thomas Newman                                                                         | nominace  |
| Oscar                                         | nejlepší kamera                             | Roger Deakins                                                                         | vítězství |
| Oscar                                         | nejlepší masky                              | Naomi Donne, Tristan Versluis a Rebecca Cole                                          | nominace  |
| Oscar                                         | nejlepší výprava                            | Dennis Gassner a Lee Sandales                                                         | nominace  |
| Oscar                                         | nejlepší střih zvuku                        | Oliver Tarney a Rachael Tate                                                          | nominace  |
| Oscar                                         | nejlepší mix zvuku                          | Mark Taylor a Stuart Wilson                                                           | vítězství |
| Oscar                                         | nejlepší vizuální efekty                    | Guillaume Rocheron, Greg Butler a Dominic Tuohy                                       | vítězství |
| Americký filmový institut                     | 10 nejlepších filmů roku 2019               | 1917                                                                                  | vítězství |
| Art Directors Guild Awards                    | nejlepší výprava                            | Dennis Gassner                                                                        | nominace  |
| Austin Film Critics Association               | nejlepší kamera                             | Roger Deakins                                                                         | vítězství |
| Austin Film Critics Association               | nejlepší střih                              | Lee Smith                                                                             | nominace  |
| Austin Film Critics Association               | nejlepší skladatel                          | Thomas Newman                                                                         | vítězství |
| Filmová cena Britské akademie                 | nejlepší film                               | Pippa Harris, Callum McDougall, Sam Mendes a Jayne-Ann Tenggren                       | vítězství |
| Filmová cena Britské akademie                 | nejlepší britský film                       | Sam Mendes, Pippa Harris, Callum McDougall, Jayne-Ann Tenggren a Krysty Wilson-Cairns | vítězství |
| Filmová cena Britské akademie                 | nejlepší režisér                            | Sam Mendes                                                                            | vítězství |
| Filmová cena Britské akademie                 | nejlepší skladatel                          | Thomas Newman                                                                         | nominace  |
| Filmová cena Britské akademie                 | nejlepší kamera                             | Roger Deakins                                                                         | vítězství |
| Filmová cena Britské akademie                 | nejlepší masky                              | Naomi Donne                                                                           | nominace  |
| Filmová cena Britské akademie                 | nejlepší výprava                            | Dennis Gassner a Lee Sandales                                                         | vítězství |
| Filmová cena Britské akademie                 | nejlepší zvuk                               | Scott Millan, Oliver Tarney, Rachael Tate, Mark Taylor a Stuart Wilson                | vítězství |
| Filmová cena Britské akademie                 | nejlepší speciální efekty                   | Greg Butler, Guillaume Rocheron a Dominic Tuohy                                       | vítězství |
| Casting Society of America                    | nejlepší casting – film (drama)             | Nina Gold                                                                             | nominace  |
| Chicago Film Critics Association              | nejlepší výprava                            | Dennis Gassner a Lee Sandales                                                         | nominace  |
| Chicago Film Critics Association              | nejlepší kamera                             | Roger Deakins                                                                         | vítězství |
| Chicago Film Critics Association              | nejlepší střih                              | Lee Smith                                                                             | nominace  |
| Chicago Film Critics Association              | nejlepší skladatel                          | Thomas Newman                                                                         | nominace  |
| Chicago Film Critics Association              | nejlepší speciální efekty                   | 1917                                                                                  | nominace  |
| Critics' Choice Awards                        | nejlepší film                               | 1917                                                                                  | nominace  |
| Critics' Choice Awards                        | nejlepší režisér                            | Sam Mendes                                                                            | vítězství |
| Critics' Choice Awards                        | nejlepší kamera                             | Roger Deakins                                                                         | vítězství |
| Critics' Choice Awards                        | nejlepší střih                              | Lee Smith                                                                             | vítězství |
| Critics' Choice Awards                        | nejlepší skladatel                          | Thomas Newman                                                                         | nominace  |
| Critics' Choice Awards                        | nejlepší produkční design                   | Dennis Gassner a Lee Sandales                                                         | nominace  |
| Critics' Choice Awards                        | nejlepší speciální efekty                   | Guillaume Rocheron, Greg Butler a Dominic Tuohy                                       | nominace  |
| Critics' Choice Awards                        | nejlepší akční film                         | 1917                                                                                  | nominace  |
| Dallas-Fort Worth Film Critics Association    | nejlepší film                               | 1917                                                                                  | vítězství |
| Dallas-Fort Worth Film Critics Association    | nejlepší režisér                            | Sam Mendes                                                                            | vítězství |
| Dallas-Fort Worth Film Critics Association    | nejlepší kamera                             | Roger Deakins                                                                         | vítězství |
| Dallas-Fort Worth Film Critics Association    | nejlepší skladatel                          | Thomas Newman                                                                         | vítězství |
| Detroit Film Critics Society                  | nejlepší použití hudby                      | 1917                                                                                  | nominace  |
| Directors Guild of America Awards             | nejlepší režisér (film)                     | Sam Mendes                                                                            | vítězství |
| Dorian Awards                                 | nejlepší režisér                            | Sam Mendes                                                                            | nominace  |
| Dorian Awards                                 | film roku                                   | 1917                                                                                  | vítězství |
| Florida Film Critics Circle                   | nejlepší film                               | 1917                                                                                  | 2 místo   |
| Florida Film Critics Circle                   | nejlepší režisér                            | Sam Mendes                                                                            | 2 místo   |
| Florida Film Critics Circle                   | nejlepší kamera                             | Roger Deakins                                                                         | vítězství |
| Florida Film Critics Circle                   | nejlepší výprava                            | Dennis Gassner a Lee Sandales                                                         | nominace  |
| Florida Film Critics Circle                   | nejlepší skladatel                          | Thomas Newman                                                                         | nominace  |
| Zlatý glóbus                                  | nejlepší film (drama)                       | 1917                                                                                  | vítězství |
| Zlatý glóbus                                  | nejlepší režisér                            | Sam Mendes                                                                            | vítězství |
| Zlatý glóbus                                  | nejlepší skladatel                          | Thomas Newman                                                                         | nominace  |
| Golden Reel Awards                            | nejlepší mix zvuku                          | Oliver Tarney a Rachael Tate                                                          | vítězství |
| Golden Reel Awards                            | nejlepší střih zvuku                        | Oliver Tarney, Michael Fentum, James Harrison, Hugo Adams, Sue Harding a Andrea King  | nominace  |
| Hollywood Critics Association Awards          | nejlepší film                               | 1917                                                                                  | vítězství |
| Hollywood Critics Association Awards          | nejlepší akční/válečný film                 | 1917                                                                                  | vítězství |
| Hollywood Critics Association Awards          | nejlepší kamera                             | Roger Deakins                                                                         | vítězství |
| Hollywood Critics Association Awards          | nejlepší střih                              | Lee Smith                                                                             | vítězství |
| Hollywood Critics Association Awards          | nejlepší skladatel                          | Thomas Newman                                                                         | nominace  |
| Hollywood Critics Association Awards          | nejlepší kaskadérský tým                    | 1917                                                                                  | nominace  |
| Hollywood Critics Association Awards          | nejlepší speciální efekty                   | Guillaume Rocheron, Greg Butler a Dominic Tuohy                                       | nominace  |
| Houston Film Critics Society                  | nejlepší film                               | 1917                                                                                  | nominace  |
| Houston Film Critics Society                  | nejlepší režisér                            | Sam Mendes                                                                            | nominace  |
| Houston Film Critics Society                  | nejlepší kamera                             | Roger Deakins                                                                         | vítězství |
| Houston Film Critics Society                  | nejlepší skladatel                          | Thomas Newman                                                                         | vítězství |
| Houston Film Critics Society                  | nejlepší speciální efekty                   | Guillaume Rocheron, Greg Butler a Dominic Tuohy                                       | vítězství |
| IGN Awards                                    | nejlepší film                               | 1917                                                                                  | nominace  |
| IGN Awards                                    | nejlepší akční film                         | 1917                                                                                  | nominace  |
| IGN Awards                                    | nejlepší režisér                            | Sam Mendes                                                                            | nominace  |
| IGN Awards                                    | nejlepší mužský herecký výkon v hlavní roli | George MacKay                                                                         | nominace  |
| IndieWire Critics Poll                        | nejlepší film                               | 1917                                                                                  | 21. místo |
| IndieWire Critics Poll                        | nejlepší režisér                            | Sam Mendes                                                                            | 11. místo |
| IndieWire Critics Poll                        | nejlepší kamera                             | Roger Deakins                                                                         | vítězství |
| London Film Critics' Circle                   | nejlepší film                               | 1917                                                                                  | nominace  |
| London Film Critics' Circle                   | nejlepší britský/irský film                 | 1917                                                                                  | nominace  |
| London Film Critics' Circle                   | nejlepší režisér                            | Sam Mendes                                                                            | nominace  |
| London Film Critics' Circle                   | nejlepší britský/irský herec                | George MacKay                                                                         | nominace  |
| London Film Critics' Circle                   | nejlepší mladý britský/irský umělec         | Dean-Charles Chapman                                                                  | nominace  |
| London Film Critics' Circle                   | technické ocenění                           | Oliver Tarney                                                                         | nominace  |
| Los Angeles Film Critics Association          | nejlepší kamera                             | Roger Deakins                                                                         | 2 místo   |
| Los Angeles Film Critics Association          | nejlepší skladatel                          | Thomas Newman                                                                         | 2 místo   |
| National Board of Review                      | 10 nejlepších filmů roku                    | 1917                                                                                  | vítězství |
| National Board of Review                      | nejlepší kamera                             | Roger Deakins                                                                         | vítězství |
| New York Film Critics Online                  | 10 nejlepších filmů roku                    | 1917                                                                                  | vítězství |
| New York Film Critics Online                  | nejlepší kamera                             | Roger Deakins                                                                         | vítězství |
| Online Film Critics Society                   | nejlepší film                               | 1917                                                                                  | nominace  |
| Online Film Critics Society                   | nejlepší režisér                            | Sam Mendes                                                                            | nominace  |
| Online Film Critics Society                   | nejlepší střih                              | Lee Smith                                                                             | nominace  |
| Online Film Critics Society                   | nejlepší kamera                             | Roger Deakins                                                                         | vítězství |
| Online Film Critics Society                   | nejlepší skladatel                          | Thomas Newman                                                                         | nominace  |
| Producers Guild of America Awards             | nejlepší film                               | 1917                                                                                  | vítězství |
| San Diego Film Critics Society                | nejlepší film                               | 1917                                                                                  | nominace  |
| San Diego Film Critics Society                | nejlepší režisér                            | Sam Mendes                                                                            | nominace  |
| San Diego Film Critics Society                | nejlepší kamera                             | Roger Deakins                                                                         | 2 místo   |
| San Diego Film Critics Society                | nejlepší výprava                            | Dennis Gassner                                                                        | vítězství |
| San Diego Film Critics Society                | nejlepší speciální efekty                   | Guillaume Rocheron, Greg Butler a Dominic Tuohy                                       | 2 místo   |
| Santa Barbara International Film Festival     | Virtuosos Award                             | George MacKay                                                                         | vítězství |
| Satellite Awards                              | nejlepší film (drama)                       | 1917                                                                                  | nominace  |
| Satellite Awards                              | nejlepší režisér                            | Sam Mendes                                                                            | nominace  |
| Satellite Awards                              | nejlepší herec (drama)                      | George MacKay                                                                         | nominace  |
| Satellite Awards                              | nejlepší výprava                            | Dennis Gassner a Lee Sandales                                                         | nominace  |
| Satellite Awards                              | nejlepší kamera                             | Roger Deakins                                                                         | vítězství |
| Satellite Awards                              | nejlepší střih                              | Lee Smith                                                                             | nominace  |
| Satellite Awards                              | nejlepší skladatel                          | Thomas Newman                                                                         | nominace  |
| Satellite Awards                              | nejlepší zvuk                               | Oliver Tarney, Stuart Wilson, Scott Millan a Mark Taylor                              | nominace  |
| Seattle Film Critics Society                  | nejlepší film                               | 1917                                                                                  | nominace  |
| Seattle Film Critics Society                  | nejlepší akční film                         | 1917                                                                                  | nominace  |
| Seattle Film Critics Society                  | nejlepší kamera                             | Roger Deakins                                                                         | vítězství |
| Seattle Film Critics Society                  | nejlepší střih                              | Lee Smith                                                                             | nominace  |
| Seattle Film Critics Society                  | nejlepší skladatel                          | Thomas Newman                                                                         | nominace  |
| Seattle Film Critics Society                  | nejlepší výprava                            | Dennis Gassner a Lee Sandales                                                         | nominace  |
| Seattle Film Critics Society                  | nejlepší speciální efekty                   | Guillaume Rocheron, Greg Butler a Dominic Tuohy                                       | nominace  |
| St. Louis Film Critics Association            | nejlepší film                               | 1917                                                                                  | 2 místo   |
| St. Louis Film Critics Association            | nejlepší režisér                            | Sam Mendes                                                                            | nominace  |
| St. Louis Film Critics Association            | nejlepší střih                              | Lee Smith                                                                             | 2 místo   |
| St. Louis Film Critics Association            | nejlepší kamera                             | Roger Deakins                                                                         | vítězství |
| St. Louis Film Critics Association            | nejlepší výprava                            | Dennis Gassner                                                                        | 2 místo   |
| St. Louis Film Critics Association            | nejlepší speciální efekty                   | Guillaume Rocheron, Greg Butler a Dominic Tuohy                                       | 2. místo  |
| St. Louis Film Critics Association            | nejlepší skladatel                          | Thomas Newman                                                                         | vítězství |
| St. Louis Film Critics Association            | nejlepší akční film                         | 1917                                                                                  | vítězství |
| Vancouver Film Critics Circle                 | nejlepší režisér                            | Sam Mendes                                                                            | nominace  |
| Visual Effects Society Awards                 | nejlepší speciální efekty                   | Guillaume Rocheron, Sona Pak, Greg Butler, Vijay Selvam a Dominic Tuohy               | nominace  |
| Washington D.C. Area Film Critics Association | nejlepší film                               | 1917                                                                                  | nominace  |
| Washington D.C. Area Film Critics Association | nejlepší režisér                            | Sam Mendes                                                                            | nominace  |
| Washington D.C. Area Film Critics Association | nejlepší výprava                            | Dennis Gassner a Lee Sandales                                                         | nominace  |
| Washington D.C. Area Film Critics Association | nejlepší kamera                             | Roger Deakins                                                                         | vítězství |
| Washington D.C. Area Film Critics Association | nejlepší střih                              | Lee Smith                                                                             | nominace  |
| Washington D.C. Area Film Critics Association | nejlepší skladatel                          | Thomas Newman                                                                         | nominace  |
| Writers Guild of America Awards               | nejlepší původní scénář                     | Sam Mendes a Krysty Wilson-Cairns                                                     | nominace  |